# ناپلئون بی. بروارد
ناپلئون بناپارت بروارد (Napoleon Bonaparte Broward) (زادهٔ ۱۹ آوریل ۱۸۵۷ - درگذشتهٔ ۱ اکتبر ۱۹۱۰)، ناخدای دریایی، کاپیتان و سیاستمدار آمریکایی بود.
او به‌عنوان نوزدهمین فرماندار ایالت فلوریدا انتخاب شد و از ۳ ژانویهٔ سال ۱۹۰۵ تا ۵ ژانویهٔ ۱۹۰۹ در این سمت خدمت کرد. او بیشتر به خاطر پروژهٔ بزرگش برای زهکشی تالاب‌های اورگلیدز (منطقه‌ای طبیعی در جنوب فلوریدا) به هدف استفاده از زمین‌های آن برای کشاورزی معروف است.
بروارد به‌عنوان فرماندار فلوریدا با دولت فدرال به منظور تأمین بودجهٔ این پروژه متحد شد. او پیش از آن به عنوان نمایندهٔ مجلس فلوریدا و کلانتر شهرستان دووال این ایالت خدمت می‌کرد. بروارد متحد «استرایت‌اوت‌ها» بود- عناصر وابسته به حزب دموکرات در ایالت فلوریدا که گرایش پوپولیستی داشتند.

## اوایل زندگی و تحصیلات
والدین بروارد آمریکایی بودند و او از جانب پدر نسب فرانسوی داشت. دورهٔ کودکی وی در یک رشته مزارع خانوادگی در کنار رودخانهٔ سنت جانز شهر جکسونویل ایالت فلوریدا گذشت. مزرعهٔ اصلی آنان در دوران جنگ داخلی آمریکا حین اشغال شهر توسط نیروهای متحدین آتش زده شد.
بروارد پس از پایان جنگ تلاش کرد که این مزرعه را دوباره احیا کند. پدر و مادرش زمانی که وی هنوز خیلی جوان بود، وفات کردند. وی همراه با برادرش قبل از اینکه با عمویش به شهر نقل مکان کنند، چند سالی از مزرعهٔ خانوادگی مواظبت نمودند.
بروارد ابتدا با عمویش جو پارسونز روی رودخانه کار کرد و در طول تابستان در قایق بخاراش کارهای معمولی را انجام می‌داد. او در سال ۱۸۷۶ پس از این‌که از مدرسه فارغ شد، کارش را به عنوان خدمهٔ کشتی آغاز و به نیوانگلند سفر کرد. وی مدت دو سال آنجا ماند و روی کشتی‌ها در ساحل نیوانگلند کار نمود. وقتی به خانه برگشت، مرد تنومندی شده بود که شش فوت قد و دویست پوند وزن داشت. بروارد در سال ۱۸۷۸ پس از کسب تجربه به عنوان خدمهٔ کشتی، به شهر جکسونویل بازگشت و در رودخانهٔ سینت جانز در قایق‌های یدک‌کش مشغول به کار شد. او در آنجا با کار کشتی‌رانی و بسیاری از کاپیتان‌ها آشنا شد.
بروارد در ژانویه سال ۱۸۸۳ با دختر کاپیتان خود، (جورجیانا کارولینا «کری» کمپ) ازدواج کرد. در بهار آن سال برای دریافت مجوز ناخدایی کشتی در کرانهٔ رود سینت جانز-نوار شنی‌ای دایماً در حال تغییر در امتداد دهانهٔ رودخانه که گاه بالای آب و گاهی هم چندین فوت زیر آب می‌رفت- درخواست داد. کشتی‌رانی در نوار خطرناک و فریبندهٔ آن رودخانه بسیار سودآور بود.
به نظر می‌رسید، بروارد زندگی راحتی در پیش دارد تا اینکه همسر وی در اواخر اکتبر سال ۱۸۸۳ یک روز پس از به دنیا آوردن پسرش درگذشت. پسرش پس از تولد تنها شش هفته زنده ماند.
او در سال ۱۸۸۵ به سینت جانز بازگشت و در قایق بخار پدر زن‌اش، کیت اسپنسر به ناخدایی آغاز کرد. زمانی که در کشتی کار می‌کرد با انی ایزابل داگلاس، دختر جوان یکی از کاپیتان‌ها که مسافر دایمی کشتی بود، آشنا شد و سپس هر دو در سال ۱۸۸۷ ازدواج کردند. ثمرهٔ ازدواج آنان نُه دختر بود.

## آغاز فعالیت سیاسی
بروارد شهرت و اعتبار خود را به عنوان یک ناخدا و کاپیتان خوب تثبیت کرد. در ژانویه ۱۸۸۸ یک فرار بزرگ از زندان سبب رسوایی و برکناری کلانتر شهر شد. پس از آن نمایندهٔ حزب دموکرات شهرستان، در جلسه‌ای بروارد را به عنوان گزینهٔ مناسب برای پُست کلانتر جدید شهر نامزد کرد. وی به تاریخ ۲۷ فوریهٔ همان سال از سوی فرماندار ایالت به این سمت منصوب شد. بروارد در کمتر از یک ماه پس از تقررش به عنوان کلانتر شهر به دلیل ناکام‌سازی یک عملیات ضد قمار در سطح ایالت بدنام شد.
بروارد به‌زودی در فعالیت‌های سیاسی شهر سهم فعال گرفت. در اوایل سال ۱۸۹۰، حزب دموکرات در ایالت فلوریدا دستخوش یک سری اختلافات داخلی شد. در جکسونویل دو جناح سیاسی (استریت اوت‌ها) و (آنتی‌ها) ایجاد شد که سرانجام به اردوگاه‌های سراسری مبدل شدند. آنتی‌ها محافظه‌کار و گرایش تجاری داشتند، در حالی که استرایت‌اوت‌ها با پوپولیست‌ها و کشاورزان متحد بودند. بروارد به اردوگاه استریت‌اوت‌ها پیوست. در این دوره، پوپولیست‌ها در اتحاد مختلط با جمهوری‌خواهان در ایالت‌های متعدد جنوبی پیروز شدند. اما حزب دموکرات تلاش کرد تا قدرت را در مجالس ایالتی به دست بگیرد.
در انتخابات ۱۸۹۲، استرایت‌اوت‌ها به رهبری بروارد کرسی‌های دفاتر شهری را تصاحب کردند. پس از حفظ کرسی دفتر کلانتری توسط بروارد، دوستان نزدیک وی هریک جان. ان. سی استاکتون و جان. ام. بارز به ترتیب وکیل شورای شهر و عضو شورای شهر شدند. (بروارد زمانی در این سمت انتخاب شد، هنوز به عنوان یک متهم قلمداد می‌شد). آنتی‌ها به مبارزه برای کسب قدرت ادامه دادند. دو سال بعد اختلافات میان دو اردوگاه بیش از پیش تشدید شد.: 337  آنتی‌ها و استرایت‌اوت‌ها با شکایت به فرماندار و وزیر امور خارجه، همدیگر را به تقلب در انتخابات متهم کردند. آنتی‌ها پیروز شدند و هواداران آنان اکثر کرسی‌های ایالتی را در اختیار گرفتند. وقتی آنتی‌ها قدرت را به دست گرفتند، بروارد در سمت جدیدی گماشته شد.

## درگیری کوبا
در سال ۱۸۹۵، بروارد، برادر و یکی از شرکایش، دست به ساخت یک قایق بخار جدید به نام «سه دوست» زدند. جان جوزف دالی و چارلز اسکامل، مالکان شرکت قایق‌سازی در جزیرهٔ فورت بودند. در زمان ساخت این قایق، شورشیان کوبایی مبارزات شان را برای کسب استقلال از اسپانیا آغاز کردند. یکی از اعضای برجسته جامعهٔ کوبایی جکسونویل در مورد ارسال محموله مهمات و انتقال برخی از تبعیدی‌های کوبایی از ناسائو (پایتخت باهاما) به کوبا با بروارد در تماس شد. بروارد موافقت نمود و در ژانویه سال ۱۸۹۶، قایق سه دوست در نخستین سفرش از جکسونویل خارج شد و به مقصد کوبا حرکت کرد.
بروارد به این عملیات ماجراجویانه ادامه داد تا این‌که رئیس‌جمهور ویلیام مک‌کینلی علیه اسپانیا اعلام جنگ کرد. او نزدیک بود، چندین بار توسط ناوهای جنگی اسپانیا دستگیر یا نابود شود. سفیر اسپانیا در آمریکا با آگاهی از هویت آمریکایی بروارد، خواستار توقف فعالیت و توقیف کشتی او شد. مقام‌های آمریکایی تلاش کردند که بروارد را بازداشت کنند، اما او با بارگیری کشتی سه‌دوست در مکان‌های خلوت با استفاده از تاریکی شب، پنهان کردن کشتی در عقب کشتی‌های بزرگ حین خروج از رودخانه سینت جونز، سوار کردن کوبایی‌ها و بار زدن مهمات از کشتی‌های دیگر در نقاط مختلف نزدیک دهانهٔ رودخانه، مقام‌های آمریکایی را دور می‌زد. او به جز زمانی که می‌خواست از بازداشت فرار کند، هیچگاه تظاهر نمی‌کرد که یک ماجراجو نیست. او به دلیل کارهای بی‌باکانهٔ خود در سراسر ایالت شهرت یافت. با این‌همه، بروارد اقدامات احتیاطی مانند مخفی کردن سلاح‌ها و مهمات در محموله‌های مواد خوراکی را به منظور جلوگیری از توقیف محموله‌هایش از سوی اسپانیایی‌ها انجام می‌داد.

## بازگشت به سیاست
در سال ۱۸۹۶، استرایت‌اوت‌ها پیشنهاد کردند تا بروارد را در پُست کلانتر شهر نامزد کنند، اما او به دلیل درگیری در عملیات ماجراجویانه‌اش پیشنهاد آنان را رد کرد. در سال ۱۹۰۰، جنگ در کوبا پایان یافت و روزهای ماجراجویی بروارد هم به آخر رسید.
بروارد پیشنهاد دموکرات‌ها برای نامزدی در مجلس را پذیرفت و تقریباً بدون این‌که رقیبی در برابر خود دشته باشد، پیروز شد. بروارد در مجلس نمایندگان بسیاری از برنامه‌های توسعه‌ای شامل لایحهٔ یک داروخانهٔ عمومی و قانونی که طلاق را به علت خبط دماغ یا جنون تجویز می‌کرد (به درخواست صنعت‌گر قدرتمند، هنری فلاگر) مورد حمایت قرار داد. قانون انتخابات مقدماتی، مهم‌ترین قانونی بود که از سوی بروارد حمایت شد.
بروارد بارها از جایگزین ساختن طرح انتخابات مقدماتی به‌جای سیستم کنوانسیون ایالتی حمایت کرده بود؛ سیستمی که توسط یک گروه کوچک به رهبری فلاگر کنترل می‌شد.
قانون جامعی در مجلس تدوین شده بود که بروارد با شور و شوق از آن حمایت کرد، اما وقتی سنا لایحه را شدیداً تضعیف کرد، او حمایت خود را پس گرفت. با آنهم لایحه به تصویب رسید. وقتی حرف از سیاست پیش می‌آمد، بروارد بی‌اعتنا نبود. بروارد به عنوان یک «استریت‌اوت» و حامی «فرد عادی» به‌طور طبیعی مخالف کنترل فلاگر بر سیستم نامزدی حزب در انتخابات ایالت بود؛ سیستمی که حامی پیشنهاد نامزدهای دموکرات از جناح مخالف پنداشته می‌شد. آز آنجاییکه ایالت فلوریدا سیاه‌پوستان را از حق رأی محروم کرده بود و اساساً یک ایالت تک‌حزبی بود، کنترل آنتی‌ها بر سیستم نامزدی عملاً به معنای کنترل آنان بر کل دولت ایالتی بود. بروارد به حدی باهوش باود که از لایحهٔ پیشنهادی فلاگر در مورد طلاق حمایت کند، اما با آنهم می‌خواست قدرت آن مرد قدرتمند را تصاحب کند.